# 5336 Kley
5336 Kley è un asteroide della fascia principale. Scoperto nel 1991, presenta un'orbita caratterizzata da un semiasse maggiore pari a 3,1128847 au e da un'eccentricità di 0,1458786, inclinata di 11,35522° rispetto all'eclittica.